# 이시다 미쓰나리
이시다 미쓰나리(일본어: 石田三成, 에이로쿠 3년 음력 3월 5일(1560년 3월 29일) ~ 게이초 5년 음력 10월 1일(1600년 11월 6일))는 아즈치모모야마 시대의 무장 겸 다이묘이다. 도요토미 정권하에는 오봉행의 한 사람으로 많이 알려져 있다.

## 생애

### 출세
에이로쿠 3년(1560년) 아버지 이시다 마사쓰구와 어머니 이와타 씨의 차남 또는 3남으로 오미국 사카타 군 이시다 촌(현 시가현 나가하마시 이시다 정)에서 태어났으며, 아명은 사키치이다. 이시다 가문은 성이 이시다 촌에서 기인할 것으로 볼 때 이 지역의 토호세력으로 추증할 수 있다.
하시바 히데요시(羽柴秀吉)가 오다 노부나가(織田信長)의 슬하에서 오미 북부의 아자이 가문을 멸문한 후, 이 지역 영주로 부임해 왔으며, 나가하마성을 쌓아 지배를 공고히 한다. 이 무렵인 덴쇼 2년(1574년) 히데요시의 고쇼(小姓)로 일했을 것으로 추측하고 있다. 단, 연대에 관해서는 이설도 있다. 히데요시가 오다 노부나가의 명으로 주고쿠를 공략할 때 종군했으며, 덴쇼 10년(1582년) 음력 6월 노부나가가 혼노지의 변(本能寺の変)으로 횡사하자, 히데요시를 보좌하여 역신 아케치 미쓰히데(明智光秀)를 토벌한다. 덴쇼 11년(1583년) 시즈가타케 전투에서 시바타 가쓰이에(柴田勝家) 군의 동향을 정탐하는 활동을 하였으며, 전투에 있어서는 선봉에 나서 공을 세운 기록이《일류가기》(一柳家記)에 적혀 있다. 덴쇼 12년(1584년) 고마키·나가쿠테 전투에 종군했으며, 같은 해에는 오미 국 가모군에서 행정실무를 보았다. 점차 하시바 히데요시가 중앙 정계를 장악하자, 이에 미쓰나리도 점차 히데요시의 측근으로 대두되기 시작한다.

### 도요토미 정권 하에서
덴쇼 13년(1585년) 음력 7월 11일 히데요시가 관백직에 오르자, 미쓰나리도 종오위하 지부노소유에 서임되었고, 연말에는 오미 국 미나쿠치 4만 석에 배령되었다.
덴쇼 14년(1586년) 음력 1월 무용으로 명성이 높은 옛 쓰쓰이 가문의 가신 시마 기요오키에게 자신의 영지의 반에 해당되는 2만 석을 주어 가신으로 맞아들인다. 이에 도요토미 히데요시(豊臣秀吉)도 놀라 미쓰나리의 행동을 상찬했고, 시마 사콘에게는 미쓰나리에게 충성을 보일 것을 재촉하면서 국동문양이 있는 하오리를 주었다. 단, 시마 사콘을 가신으로 맞이한 시기에 관해서는 이설이 존재하고, 시마 사콘은 미쓰나리의 가신이 아니라 히데요시가 가신으로 맞이했다는 설도 있다. 같은 해 에치고의 우에스기 가게카쓰(上杉景勝)가 신종의 맹세를 하기 위해 오사카성으로 상경할 때 이를 알선했으며, 사카이의 행정실무도 담당했다.
덴쇼 15년(1587년) 규슈 정벌에서 후방의 보급을 맡았다고 한다. 전년에 끝난 시코쿠 정벌처럼 규슈 평정도 비교적 단기간에 끝난 이유에 관해서 미쓰나리의 유능한 행정실무가 뒤받침했다는 견해도 있다. 규슈 평정후, 하카타에서 행정실무를 담당해 하카타의 부흥에 매진한다.
덴쇼 16년(1588년) 사쓰마의 시마즈 요시히사(島津義久)와 히데요시의 접견을 알선했다.
덴쇼 17년(1589년) 미노국에서의 검지 실무를 맡았으며, 이듬해인 덴쇼 18년(1590년) 오다와라 정벌에서는 호조 가문의 주변 지성공략에 매진했다. 오시성 공격에 있어서는 성주변의 강을 끌어 들여 수공을 행하지만, 그다지 진척되지 않았다. 현재 오시 성에는 그의 진두 지휘로 지어졌다는 이시다 제방이 남아있다. 오시 성은 본성이 오다와라성이 함락된 후, 개성되었기 때문에 공성전에 있어서 미쓰나리의 책략은 별로였다고 적은 서적이 많이 출판되고 있는 현실이다. 아울러 미쓰나리는 히타치의 사타케 요시노부(佐竹義宣)가 히데요시를 접견할 수 있도록 알선하였고, 전토 통일후, 오슈의 검지관한 실무도 담당하는 등 여전히 행정실무에서 두각을 나타내었다.
분로쿠 원년(1592년) 임진왜란이 발발하자, 마시타 나가모리(増田長盛), 오타니 요시쓰구(大谷吉継)와 함께 조선에 건너가 평양성에서 행정에 관한 총책임을 맡았다. 사실 그는 평양 전투 이후 계속 북진했다가 추위와 보급 차단, 의병들의 활약으로 인하여 평양성으로 돌아가 행정에 관한 총책임을 맡은 것이었다.
분로쿠 2년(1593년) 벽제관 전투에서 오늘날의 경기도 고양시에 해당되는 지역에서 매복하고 있다가 조명 연합군을 격파하였지만, 이 여세를 몰고 이시다 미쓰나리와 우키타 히데이에(宇喜多秀家) 등이 이끄는 일본군은 행주산성으로 쳐들어가서 벌어진 행주산성 전투에서는 조선군에게 패배하였다. 이시다 미쓰나리는 이 전투에서 제2대를 맡아 마에노 나가야스(前野長康), 마시타 나가모리, 오타니 요시쓰구와 함께 싸웠으나 이기지 못하였다. 게다가 이 전투에서 미쓰나리는 조선군이 쏜 승자총통에 맞아 부상을 당했다.
특히 전투 당시 행주산성은 들어오는 입구가 좁고 뒤에 한강이 흐르고 있는 지형이였는데 미쓰나리와 우키타 히데이에는 막무가내로 그 좁은 입구에 자신의 병력들을 쓸어넣는 무리수를 두었다.
그 후 명나라의 강화사 사용재와 서일관을 맞이해 나고야성으로 돌아간다. 명과의 강화교섭을 적극 중재하였지만, 이는 후쿠시마 마사노리(福島正則), 가토 기요마사(加藤淸正)와 같은 무단파의 반발을 초래하는 계기가 되었다.
분로쿠 3년(1594년) 사쓰마의 시마즈 가문과 히타치의 사타케 가문 영내의 검지를 담당하였다.
분로쿠 4년(1595년) 히데요시의 조카 도요토미 히데쓰구(豊臣秀次)가 모반의 혐의로 모살되자, 그의 영지 중 오미 7만 석이 미쓰나리에게 돌아갔고, 뒤이어 오미 사와야마 19만여 석을 히데요시로부터 하사받는다.
게이초 원년(1596년) 사와야마 영내에 규정서를 내렸으며, 명의 강화사절을 접견했다. 같은 해 교토의 행정실무를 담당했으며, 히데요시의 명에 따라 단행된 기리시탄 탄압책에 있어서는 기리시탄을 적극 변호했다.
게이초 2년(1597년) 정유재란이 발발하자 다시금 명과 조선과의 강화교섭에 힘써보지만, 결렬되었다.
게이초 3년(1598년) 음력 8월 히데요시가 죽자 조선의 여러 제장들의 철군에 힘썼다.

### 히데요시 사후
도요토미 히데요시 사후 도요토미 정권은 적자 도요토미 히데요리가 승계했다. 히데요시는 임종 직전, 오랜 친구였던 마에다 도시이에를 포함한 오대로에게 자신의 어린 아들 히데요리의 보좌를 간절하게 부탁하였다. 그러나 오대로의 한 명인 도쿠가와 이에야스는 히데요시의 부탁과는 달리, 히데요시가 죽자 야심을 드러내며 자신의 천하를 계획하기 시작한다.
게이초 3년(1598년) 잠재적으로 도요토미 가문에 위협이 될 것을 감지한 미쓰나리는 적극적으로 이에야스에 대항하지만, 자신의 가로인 시마 기요오키이 제안한 이에야스 암살 계획에 대해서는 대의명분을 중요시하여 거절하였다. 이에 시마 기요오키는 나쓰카 마사이에와 함께 독단적으로 이에야스 암살을 시도하지만 사전에 이에야스 첩자에게 누설되어 실패하였다.
도요토미 가문을 정리할 계획을 드러낸 이에야스는 도요토미 가문의 단절을 위한 계획을 하나씩 실현시키는데, 그 첫 번째가 도요토미 가문의 무장들을 포섭하는 것이었다. 도요토미 히데요시는 사혼을 엄격히 금지하는 법을 재정하였으며, 이에야스를 포함한 오대로는 강압에 못이겨 여기에 약속을 했으나, 히데요시 사후 이에야스는 이것을 어기며 후쿠시마 마사노리, 가토 기요마사, 구로다 나가마사 등과 도요토미 가문의 허가 없이 이에야스와 사돈을 맺게 된다. 특히 미쓰나리와 사이가 좋지 않았던 후쿠시마 마사노리, 가토 기요마사 등은 히데요시의 가신들임에도 히데요시가 마음대로 정한 법을 어기고, 이에야스와 사돈을 맺었다.
이로인해 게이초 4년(1599년) 음력 1월, 미쓰나리는 이에야스를 히데요시가 재정한 법을 어겼다며 오대로의 한 명인 호쿠리쿠의 대 다이묘 마에다 도시이에에게 제소하고, 이에야스에게는 죄를 추궁하기 위해 사자를 파견하였다. 이로 인해 다이묘들은 양분되어, 마에다 도시이에와 도쿠가와 이에야스의 저택으로 각각 집결하는 사태가 발생하였고, 양측은 전쟁의 일촉즉발 상황에 이르렀다. 이에 이에야스는 음력 2월 2일 도시이에와 미쓰나리와의 각서를 교환해 화친하였다. 그러나 윤 3월 3일 이에야스를 견제하던 마에다 도시이에가 병사하자, 미쓰나리와 대립하고 있던 가토 기요마사, 가토 요시아키, 구로다 나가마사, 이케다 데루마사, 아사노 요시나가, 호소카와 다다오키, 후쿠시마 마사노리의 7무장이 미쓰나리의 오사카 저택을 습격한다. 사료에 따라서는 하치스카 이에마사, 도도 다카토라의 이름도 있다.
하지만 미쓰나리는 사전에 사타케 요시노부의 도움을 받아 오사카를 탈출해 후시미성으로 도주한 후였다. 이 후 도쿠가와 이에야스의 중재로 화해하고, 미쓰나리는 오봉행에서 물러난다. 음력 3월 10일 미쓰나리는 도쿠가와 이에야스의 차남 유키 히데야스의 경호를 받으며 사와 산성으로 돌아갔다. 미쓰나리 습격에 관해서는 미쓰나리가 도쿠가와 이에야스의 저택으로 피신했다고 적은 서적이 많지만, 이는 19세기 이후에 쓰여진 《일본전사· 세키가하라 역》 등으로 그 이전에 기록된 사료에는 적혀 있지 않다.
게다가 도쿠가와 이에야스는 마에다 도시이에가 죽은 후, 부친의 유지를 이어 도요토미 가문에 충성할 수 있는 마에다 가문에 모반혐의를 씌워 가가(加賀) 정벌을 계획하였으나, 도시이에의 장남인 마에다 도시나가는 어머니인 호슌인을 인질로 보내어 이에야스에게 순종하였다. 이에 미쓰나리는 사와 산성에서 이에야스 제거를 결심하였다.

### 세키가하라
게이초 5년(1600년) 음력 7월, 미쓰나리는 이에야스를 정계에서 배제하기 위해 아이즈(현재의 후쿠시마현)의 대 다이묘 우에스기 가게카쓰, 그의 가신 나오에 가네쓰구와 비밀리에 거병계획을 꾸민다. 이에 관해서는 예초에 밀약같은 것은 없었다라는 설도 있다. 이 후, 우에스기 가문은 공공연히 이에야스와 대립하였고 가네쓰구는 나오에장을 전국에 반포하여 도쿠가와에 반기를 표하였고, 이에 이에야스는 여러 다이묘를 이끌로 아이즈 정벌을 단행한다. 지금이 동서로 이에야스를 협격할 호기로 본 미쓰나리는 거병을 결의하고, 이에야스에게 종군하려던 친우 오타니 요시쓰구를 우군을 맞이하였다. 요시쓰구는 당시 영지 19만 석에 불과한 미쓰나리가 250여만 석의 대 다이묘인 이에야스에게 대항하는 것은 무모하다며 말리지만, 도요토미 가문을 위한 미쓰나리의 의지를 꺾을 수 없어 미쓰나리의 서군에 가담한다.
음력 7월 12일 형 마사즈미를 부교로 하여 오미 에치강 인근에 관소를 설치하고, 이에야스를 따라 아이즈로 향하는 후발 다이묘 나베시마 가쓰시게와 마에다 모리카쓰의 움직임을 저지하여 자군에 편입시켰다. 단, 나베시마 가쓰시게의 경우, 아버지 나베시마 나오시게부터 오사카 저택에 머물러 있으라는 명을 받고, 이를 수상히 여기지만, 아버지의 뜻에 따라 미쓰나리를 따랐다는 설도 있다. 음력 7월 13일 미쓰나리는 힘으로는 도쿠가와 이에야스를 이기기 어렵다고 판단하여 여러 다이묘의 처자를 인질로 삼기 위해 오사카성 안으로 군을 파견한다. 이때 가토 기요마사의 처를 비롯 일부는 이미 오사카를 탈출하였고, 더욱이 호소카와 다다오키의 처 가라샤는 저택에 불을 놓고 죽는다. 이에 다이묘들의 처를 인질로 삼으려는 계획은 중지되었다. 이시다 미쓰나리의 이러한 행동은 일본 전체를 분노에 휩쌓이게 했으며 이시다 미쓰나리는 공공의 적이 되었는데 특히 호소카와 다다오키는 이시다 미쓰나리를 찢어죽여버리기로 굳게 맹세했다.
음력 7월 17일 오대로 중 한명인 모리 데루모토를 서군 총대장에 옹립해 오사카 성에 입성한다. 이와 관련하여 오타니 요시쓰구는 이시다 미쓰나리의 인망이 높지 않음을 직언하여 보다 큰 다이묘에게 지휘권을 넘기라는 조언해 의한 것이었다. 그러나, 이에야스 역시 미쓰나리와 같이 히데요시의 아들 히데요리를 위한 것이라고 했기에, 전쟁의 중요한 열쇠를 쥐고 있는 히데요리의 참전을 이끌지는 못했다. 음력 7월 18일 서군은 이에야스의 중신 도리이 모토타다가 지키고 있는 후시미 성을 공략한다. 그러나 도리이 군의 완강한 저항에 쉽게 함락하지 못하자, 병사들의 가족을 인질로 협박하였고, 음력 8월 1일 협박에 못이긴 병사들의 배신으로 성은 함락된다. 음력 8월 2일 미쓰나리는 후시미 성 함락을 여러 다이묘에 알리기 위해 모리 데루모토, 우키타 히데이에 및 자신이 연판장에 이름을 올려 전국에 공포한다.
8월부터 이세 방면을 공략하지만, 예상보다 동군의 서상이 빨랐기 때문에 미쓰나리는 세키가하라에서 야전할 것을 결정한다. 드디어 음력 9월 15일 패권을 둘러싼 세키가하라 전투가 시작되었다.
본 전투가 일어나기 전, 동군은 우에스기 가게카쓰를 견제하기 위해 따로 떨어져 있는 다테 마사무네, 모가미 요시아키 등과 나카센도를 경유해 합류하기로 한 도쿠가와 히데타다의 3만 8천의 부대가 우에다의 사나다 마사유키 군에 묶여 본전에 참전하지 못하는 병력적 손실이 있었다. 하지만 이에 못지않게 서군 또한 일부 전력이 오쓰, 다나베 등에 분산되었고, 세키가하라에 있는 다이묘들마저도 몇몇이 본전 중 관망하는 태도를 일삼거나, 심지어는 동군과 내통하였다.
전투는 후쿠시마 마사노리 부대의 제지 명령을 무시하고 이이 나오마사 부대가 우키타 히데이에 군에 발포한 것을 시작으로 전개되었다. 전투 초반 후쿠시마 마사노리는 수적 우위에 있던 우키타 히데이에 군을 공격했으나, 도요토미 가문을 위한 성전이라 믿는 우키타 히데이에 군의 높은 전의와 우키타 부대의 전위에 있던 아카시 다케노리의 8천부대의 총공격에 후쿠시마 마사노리는 궤멸 위기에까지 몰리게 된다. 우키다 군의 추격은 동군 진영에 있던 가토 요시아키 군과 쓰쓰이 사다쓰구 군이 후쿠시마 군을 원조하여 멈추었으며, 게다가 서군측은 우키다 군을 제외하고는 크게 움직이지 않았기에 우키다 군은 깊이 추격하지 않고, 군대를 정리하였다.
오타니 요시쓰구는 도도 다카토라, 교고쿠 다카토모, 데라자와 히로타카 부대를 맞이하여 일진일퇴의 격전을 치르고 있었으며, 고니시 유키나가는 오다 나가마스, 후루타 시게카쓰 군과 전투를 수행하고 있었다. 시마즈 요시히로 부대는 진격해온 이이 나오마사 군을 맞았으나 시마즈 군은 격렬하게 응전하지 않은채 진(陳) 안에서만 응전할 뿐이었다.
한편 서군에서 전의가 가장 높았던 이시다 미쓰나리의 부대에는 호소카와 다다오키, 구로다 나가마사, 다나카 요시마사 등이 공격을 감행하였다. 또한 후쿠시마 마사노리를 구원하고 방향을 바꾼 가토 요시아키의 부대 역시 미쓰나리의 부대를 함께 공격하여, 미쓰나리는 배 이상의 적에게 공격을 받았다. 동군의 각 제장들은 사실상 서군의 대장이라 할 수 있는 미쓰나리의 진영으로 쇄도하여 전쟁의 최대 공훈을 세우려 하였으나, 미쓰나리 부대는 이들을 맞이하여 싸웠으며, 오히려 시마 사콘, 가모 사토이에와 같은 장수들의 분전으로 인해, 공격해온 적을 격퇴하여 전투 초반의 전세를 서군에 유리하게 이끌었다.
정오가 가까워지도록 전황은 여전히 서군이 우세했다. 양군 모두 20~30% 정도만 싸우고 있었다. 이 전투 초반의 전황은 동군에게 불리하였고, 내통을 약속한 부대들도 관망하였으므로, 초조해진 이에야스는 본진을 모모쿠바리 산(桃配山)에서 이시다 군과 시마즈 군과의 500미터 거리 지점으로 진을 전진시켜 전장으로 나왔다. 하지만 좀처럼 전황이 바뀌지 않자, 내통을 약속한 고바야카와 군이 진을 치고 있던 마쓰오 산에 포격을 감행하였다. 이후 1만 5천의 고바야카와 군은 서군을 배신하여 산을 내려왔으나, 고바야카와 히데아키의 배신을 이미 예상하고 있었던 오타니 요시쓰구는 400명의 직속부대로 반격을 감행하였다. 그는 고바야카와 군의 1진과 2진을 격퇴하였고, 고바야카와의 대군을 300미터 정도 후퇴시키며 분전하였으나, 자신의 지휘아래 두었던 와키자카 야스하루 등의 부대가 고바야카와의 부대에 호응하여 마쓰오 산을 내려오자, 중과부적으로 궤멸하였다.
고바야카와 히데아키의 배신으로 전황이 급속히 바뀌어 동군이 우세하게 되었고, 오타니 요시쓰구를 비롯하여 우키타 히데이에의 부대와 이시다 미쓰나리의 부대도 패주했다. 이렇게 해서 일본 전체의 명운이 걸렸던 세키가하라 전투는 단 하루 만에 막을 내렸다.
세키가하라에서 패전한 미쓰나리는 이부키 산으로 도주해 이부키 산 동쪽의 아이가와 산을 넘어 가스가 촌으로 달아났다. 이때 다급하게 도망을 다닌 탓에 밥을 지을 시간마저 확보를 못한 이시다 미쓰나리는 껍질을 벗기지 않은 생쌀을 먹었기 때문에 설사를 심하게 했다는 이야기도 전해진다. 그 후, 가스가 촌에서 신호 고개를 우회해 아네가와 강으로 나갔다. 마가타니에서 나나마와리 고개를 넘어 아사노타니로 들어선다, 그리고, 오다니 산의 다니구치에서 다카토키 강 상류로 나와 후루바시로 도주했다. 그러나, 음력 9월 21일 다나카 요시마사의 추격대에 의해 포박되었다.
한편 음력 9월 18일 미쓰나리의 거성 사와 산성은 동군의 공격을 받고 함락되었다. 이때 부친을 비롯하여 이시다 일족 다수가 전사했다고 한다.
음력 9월 22일 오쓰 성으로 호송되어 성문 앞에 밧줄로 묶어 앉혀 놓았으며, 그 후 이에야스와 회견하였다. 음력 9월 27일 오사카로 호송되어 29일 교토로 호송되어 오쿠다이라 노부마사 감독하에 있게 된다.
음력 10월 1일 도쿠가와 이에야스의 명에 의해 로쿠조가와라에서 고니시 유키나가, 안코쿠지 에케이 등과 함께 조리돌림을 당한 후 참수되었다. 그의 나이 향년 39세였다. 목은 산조가와라에 효수된 후, 생전 친교과 있었던 승려 슌오쿠 소엔, 다쿠안 소호에 인도되어 교토 다이토쿠지에서 장례를 치렀다.
이시다 미츠나리는 인간성과는 별개로 자신에게 지나치게 과분한 임무를 수행한 탓에 서군을 패하게 하였으며 본인 역시 도쿠가와 이에야스에게 처형당했다. 이시다 미츠나리는 문관으로서는 뛰어날지 몰라도 무관으로서는 완전히 실격인 인물로 군사에 대해 완전히 문외한이었으며 실제로도 행주대첩에서 권율에게 3~4배나 많은 병력을 동원하고서도 반쯤 전멸하는 대패를 당했다. 이렇기에 이시다 미츠나리는 본인에 대해서 잘 알고 전투지휘를 본인보다 훨씬 뛰어난 고니시 유키나가 같은 다이묘에게 위임했어야만 했으나 이시다 미츠나리는 자신의 분수를 모르고 본인의 그 부족한 군재를 느끼지 못해 본인이 직접 전투지휘를 하는 바람에 동군에 의해 큰 패배를 당했다. 특히 부하관리가 매우 엉망이어서 시마즈 요시히로와는 전투 내내 반목했으며 심지어는 고바야카와 히데아키를 시작으로 휘하 다이묘들이 와키자카 야스하루 등을 포함해 줄줄이 배신하는 바람에 제대로 힘조차 못 써보고 패배했다. 어떠한 사람이든 그 사람의 그릇에 맞게 용도를 정해야 하는데 이시다 미츠나리는 전투 지휘관으로서는 쓸모가 없으며 그 때문에 이시다 미츠나리는 세키가하라 전투에서 이렇게까지 말도 안 되는 대패를 당한 것이다.

## 인물, 일화
- 석고는 고작 19만 4천 석에 불과해 다이묘 중에서는 그닥 큰 다이묘는 아니었다. 그럼에도 불구하고 세키가하라 전투에서 서군의 총지휘를 담당하는 바람에 코바야카와 히데아키, 시마즈 요시히로 등 이시다 미쓰나리보다 석고가 월등히 많은 다이묘들과 갈등을 일으켜 제대로 지휘할 수 없었다.
- 《무장감장기》에 따르면, 매사냥을 하다 갈증을 느낀 하시바 히데요시가 간논지 혹은 산슈인을 방문한다. 이때 동자승 미쓰나리가 3잔의 차를 권했다. 첫잔은 큰 다완에 미지근한 차를 한 가득 따랐고, 두 번째 잔은 앞선 다완에 비해 작고, 어느 정도 뜨거운 차를 반 정도 따랐다. 이후, 마지막 잔은 고가의 작은 다완에 혀가 데일 정도의 차를 조금 따랐다. 이 동자승의 마음씀씀이에 반한 히데요시는 동자승을 데리고 나가하마성에 입성했다고 한다. 이 일화를 가리켜 3잔의 차 또는 3헌차라 일컬어지고 있으나, 사료가 에도 시대에 출간된 것이라 창작으로 보고 있다.
- 세키가하라 전투에서 패주한 미쓰나리는 자신의 영지 오미 후루바시 촌에 다달았다. 처음 미쓰나리는 산슈인(三珠院)에 몸을 의탁한다. 이때 주지 젠세쓰가 미쓰나리에게 “자네의 소망이 무언가”라고 묻자, “이에야스의 목을 원합니다.”라고 대답해 젠세쓰를 놀라게 했다. 그 후, 영민 요지로다이후의 안내를 받아, 절을 떠나 바위동굴에 몸을 숨겼다. 이때 요지로는 혼자 책임을 지기 위해 처와 이혼했고, 이에 감복한 미쓰나리는 자신이 숨은 곳을 관아에 알리라고 종용했다. 왜냐하면 수색대가 미쓰나리를 찾을 경우, 그의 친족에 그치지 않고 마을 사람을 모두 학살해 버린다는 엄포가 있었기 때문이다. 이에 요지로는 자수하였고, 학살을 피할 수 있었다.
- 마에다 도시이에 사후, 이시다 미쓰나리에게 불만을 품은 무단파 무장 가토 기요마사, 후쿠시마 마사노리 등이 미쓰나리를 습격하였고, 도쿠가와 이에야스의 중재에 의해 미쓰나리는 관직에서 물러나 사와 산성에서 칩거하게 된다. 이 때, 미쓰나리의 호송역에 이에야스의 2남 유키 히데야스가 담당하였다. 미쓰나리는 히데야스에게 이름이 새겨지지 않는 명도〈마사무네〉를 주었고, 이에 히데야스는 기쁜 나머지 〈이시다 마사무네〉로 명명해 소중히 여겼다고 한다. 명도 마사무네는 도요토미 히데요시가 미쓰나리에게 준 것이라고는 하지만, 에도 시대에 출간된《도검명물장》에서는 모리 데루모토가 소지하고 있던 것을 우키타 히데이에가 사들였고, 미쓰나리에 선물하였다고 적고 있다.
- 이시다 미쓰나리는 처음 도요토미 히데요시로부터 200 석 혹은 400 석의 급료를 받고 있을 때, 그 급료를 모두 와타나베 간베이란 인물에 주어 가신으로 맞이하였다. 와타나베 간베이란 인물은 도요토미 히데요시로부터 2만 석의 영지를 줄테니 가신이 되어 달라고 부탁하였고, 10만 석을 주지 않으면 섬길 마음이 없다며 거절한 인물이다. 그 후 간베이는 미쓰나리가 급료를 인상해 주겠다는 데에도 불가하고 처음 받은 급료 그대로 미쓰나리를 섬겼다고 한다. 이 일은 시마 사콘을 가신으로 맞이할 때 일화가 와전된 것으로 추측된다.
- 《종담일기》에 전해 내려오는 오타니 요시쓰구와의 일화는 유명하다. 한센병을 앓고 있던 요시쓰구는 도요토미가 무장들과 함께 다과를 가진 적이 있었는데, 요시쓰구가 입을 댄 찻잔은 병의 감염을 두려워하여 모두가 꺼려하였으나, (요시쓰구의 진물이 찻잔으로 떨어졌다고도 한다.) 미쓰나리는 아무런 거리낌없이 들이마시며 요시쓰구와 대화를 하였고, 이에 감동한 요시쓰구는 세키가하라 전투에서 미쓰나리에게 가담했다고 한다.
- 이시다 미쓰나리는 세키가하라 전투에서 패하여 잡혀 감옥에 갇히게 되었다. 이시다는 목이 마르다고 호소하였는데 옥졸들이 그에게 곶감을 던져줬다. 그러자 이시다 미쓰나리는 감은 몸을 차게해 좋지 않다고 하자 옥졸들이 "어차피 머지 않아 죽을 것인데 그런 것까지 신경씁니까?"라고 묻자 이시다 미쓰나리는 "대업을 이루려는 자는 죽는 순간까지도 포기는 하지말아야 한다"라는 말로 호통을 쳤다.
- 견원지간인 가토 기요마사와는 예전부터 사이가 좋았다는 이야기가 있다. 실제 히젠 나고야 성 축성에서 준비작업과 후방지원을 이시다 미쓰나리가 하였고, 건설에서의 지휘는 가토 기요마사가 맡았다. 이들이 힘을 함쳐 나고야 성은 단기간에 완성되었다. 두 사람의 사이가 벌어진 것은 임진왜란에서 고니시 유키나가가 먼저 한양에 도착했으나 장계는 가토 기요마사가 먼저 보낸 것으로 비롯되었다. 가토 기요마사는 그냥 본인이 한양에 도착하자마자 바로 장계를 보냈는데 이시다 미츠나리는 자기 눈으로 고니시 유키나가가 한양에 먼저 도착한 것을 확인했는데 이 때 고니시 유키나가는 다른 업무를 하느라 도요토미 히데요시에게 보낼 장계를 작성하지 않은 상태였다. 이 때문에 이시다 미츠나리는 가토 기요마사의 장계를 지연시키려다가 가토 기요마사와 싸움이 난 것이다. 참고로 도요토미 히데요시는 고니시 유키나가와 가토 기요마사 중에서 맨 먼저 한양에 도착하는 단 1명에게만 포상을 하겠다는 방침을 정한 상태였다.
- 대립하고 있는 인물을 독살했다는 의혹이 있다. 가모 우지사토(蒲生氏郷)와 가토 미쓰야스가 거론된다. 가모 우지사토의 경우 나고야 성에 재진중 췌장암으로 죽었다는 기록이 있어 부정되고 있다. 가토 미쓰야스의 경우 미야베 나가후사의 진에서 향응을 받은 후 독살되었다는 이야기와 전장에서의 부상으로 병사했다는 이야기가 있어 가늠하기는 어렵다. 하지만, 동시대에서는 독살설에 무게를 두었다. 이에 가토 가문은 세키가하라 전투에서 동군을 따랐다.
- 1595년 도요토미 히데쓰구가 실각하자, 미쓰나리는 히데쓰구를 외면하는 여러 무장과 달리 이를 대변하였고, 히데쓰구의 조명을 탄원했다. 이에 히데쓰구와 신복이였던 마에노 다다야스와 히데쓰구의 가신들은 세키가하라 전투에서 이시다 미쓰나리를 따랐으며 이 사건으로 비록 히데쓰구는 할복했지만 이시다 미쓰나리가 도요토미 히데쓰구를 구명한 점이 감안되었기 때문에 이시다 미쓰나리는 도요토미 히데요시로부터 크게 신뢰를 받게 되어 나중에는 도요토미 히데요시가 죽게 되었을 때 자신의 늦둥이 아들인 도요토미 히데요리를 이시다 미쓰나리에게 부탁하고 운명하였다.
- 도요토미가 오봉행의 필두로서, 다이코측정을 기획하고 측량자를 정하는 등 뛰어난 행정관료로서 큰 실적을 남겼으며, 시마즈 요시히로는 '사와 산성의 주인, 이시다 지부노소유[8]는 다이코공의 손발의 가신으로서, 그 위세를 견줄 수 있는 사람이 없다.'라고 말하였고, 고야 산(高野山)의 모쿠지키 오고 고승은 '이시다 지부노소유는 봉행의 제일되는 얼굴 징조가 있다.'라고 평가하였다. 이들의 평가는 당시 미쓰나리에 대한 도요토미 정권의 신뢰와 그의 권세를 직접적으로 보여주는 평가이다.
- 세키가하라 전투 전에 호소카와 타다오키를 잡아두기 위해 인질로 있던 그의 아내 호소카와 가라샤를 잡아두려고 했으나 그녀가 자살하는 바람에 놀라 인질정책을 그만둔 일화가 있다. 아내를 매우 아꼈던 호소카와 타다오키는 격분하여 동군에 적극적으로 가담했다.
- 주변의 부정적인 평가에도 개의치않고, 자신의 신념에 따라 도요토미 정권의 행정을 도맡았다. 하지만 타협이 전혀 없는 성격은 오만불손한 태도로 비추어져 다른 다이묘들의 덕망을 얻지 못하였다. 또한 좋고 싫음을 명확히 따지는 성격과 싫은 상대에게는 싫은 기색을 감추지 못하여 외부 뿐만 아니라, 내부에도 후쿠시마 마사노리, 가토 기요마사와 같은 정적들이 많았다. 이들은 마에다 도시이에가 죽은 후, 미쓰나리를 습격하였고, 세키가하라 전투에서 동군에 가담하였다. 또한 이것이 원인이 되어 세키가하라 전투에서 이시다 미쓰나리는 자신이 직접 총사령관이 되지 못하고 모리 데루모토를 총사령관으로 옹립해야만 했다.
- 문관으로서는 뛰어난 인재인 반면 군재가 너무 없었으며 다른 다이묘들과는 사소한 걸로 다투는 일이 많았다. 시마즈 요시히로와는 임진왜란 시절부터 시종일관 사이가 좋지 않았는데 사쓰마 병력이 1천 5백명밖에 안된다는 것을 트집잡거나 시마즈가 건의한 계략이 마음에 들지 않아를 꾸짖는 등 사소한 이유로 심하게 다퉜다. 이 때문에 결국 시마즈는 적극적으로 전투를 진행할 수 없게 되었으며 결국 세키가하라 전투에서 서군의 패배를 자초하게 되었다.
- 이시다 미쓰나리의 친구인 오타니 요시쓰구는 세키가하라 전투 직전에 다음과 같이 충고했다고 한다. “주군(이시다 미쓰나리)께서는 재주와 지혜에는 뛰어나지만, 용기(용맹)이 부족합니다. 누구보다도 앞장서서 목숨을 아끼지 않을 각오로 전쟁에 임했으면 합니다.”, “주군께서는 건방지고 오만하다고 하는 소문이 위로는 다이묘에서 아래로는 백성들에게 이르기까지 퍼져 있습니다. 주군께는 죄송하지만 주군은 인망이 없습니다. 사람들 위에 설 자(=총대장)가 인망이 없다면 안됩니다. 주군께서 주제넘게 나선다면, 도요토미 가문의 대사를 서약(맹세)한 자들까지 나이후(内府, 도쿠가와 이에야스)에게로 가버릴 것입니다. 따라서, 총대장은 아키 주나곤(安芸中納言 = 모리 데루모토)님, 부대장은 비젠의 재상(備前宰相 = 우키타 히데이에)님으로 세우시고, 주군께서는 그림자(배후)로 남으십시오” 이렇게 친구의 솔직한 충고에 이시다 미쓰나리도 받아들여 실제로 총대장은 모리 데루모토에게 이양하였다.[9]
- 1600년 세키가하라 전투가 발발하자 우에스기 가게카쓰, 모리 데루모토, 고바야카와 히데아키, 와키자카 야스하루 등의 다이묘들을 일단 서군으로 끌어들이는 데에는 성공하였고 모리 데루모토를 옹립하기까지 했으나 전투지휘능력, 대인관계 등 여러면에서 취약점을 드러내 결국 고바야카와 히데아키, 와키자카 야스하루 등이 줄줄이 배신하여 서군끼리의 내부전투로 가는 양상을 보여 결국 자멸하게 되었고 이시다 미쓰나리에 호응했던 모리 데루모토, 우에스기 가게카쓰 등은 몰락 일보직전까지 갔다.
- 세키가하라에서 승리한 동군은 미쓰나리의 거성 사와 산성을 공격하여 함락시킨다. 《갑자야화》에 따르면, 당시 동군의 병사들은 히데요시 시절 총애를 받던 미쓰나리였기에, 화려한 미쓰나리의 저택을 기대했으나, 미쓰나리의 저택에는 도요토미 히데요시의 감사장밖에 없었다고 전해진다.
- 오봉행으로서의 행정 능력은 상당히 뛰어났으나, 그 이외의 능력은 전부 무능아였다. 심지어 인간성에도 결함이 많아서 주변에 원한관계를 많이 사기도 했으며 엄청나게 웃긴 행동을 한 적이 있는데 평소에 늘 도쿠가와 이에야스를 죽이기로 다짐했음에도 불구하고 정작 시즈가타케의 칠본창이 이시다 미츠나리를 죽이러 오자 되려 도쿠가와 이에야스의 등 뒤에 숨어서 도쿠가와 이에야스에게 구조를 요청하는, 실로 웃음이 나오지 않을 수 없는 행동을 했다. 이에 도쿠가와 이에야스는 이시다 미츠나리를 거성인 사와 산성까지 무사히 배웅시켜줬으나 시즈가타케의 칠본창들의 불만을 누그러뜨리기 위해서 이시다 미츠나리를 오봉행에서 해직시켰다. 이시다 미츠나리는 도쿠가와 이에야스 덕분에 목숨을 건졌음에도 불구하고 오봉행에서 해직당한 일만 원통해했다. 또한 호소카와 다다오키의 아내이며 자신과 도쿠가와 이에야스와의 대립에 일말의 연관성이 없는 호소카와 가라샤를 납치하려고 했다가 호소카와 가라샤가 사망하는 일이 벌어지자 호소카와 다다오키와 호소카와 가문, 시즈가타케의 칠본창 등 호소카와 다다오키의 지인들이 세키가하라 전투에서 모조리 동군으로 붙게 만들었다. 게다가 정작 세키가하라 전투가 벌어지자 고바야카와 히데아키를 계속 달래서 참전시켜야 함에도 불구하고 전혀 그렇게 하지 않았으며 되려 하지 말아야 할 시마즈 요시히로와 반목하면서 시간을 낭비했다. 결국 이시다 미츠나리 혼자만의 잘못으로 인해 고바야카와 히데아키를 필두로 와키자카 야스하루 등 여러 다이묘들이 배신했으며 이시다 미츠나리는 그 자신의 인격이 그 자신을 죽음으로 몰고 갔다.
- 주어진 업무만 잘 하는 사람일 뿐 지능 자체는 그리 높지 않은 사람이다. 도쿠가와 이에야스를 죽이는 것이 인생의 목표인 것과는 대조되게 평생을 도쿠가와 이에야스에게 완전히 이용 당한 후 폐기처분 당했다. 시즈가타케의 칠본창이 미츠나리 본인을 죽이러 왔을 때 다른 사람도 아니고 이에야스에게 구조를 요청한 것부터 그의 지능이 낮은 것을 증명한다. 자신이 불구대천이라 여기는 사람 덕분에 죽을 위기를 모면했다는 것부터 이미 미츠나리에게는 명분이라는 것이 서지 못하기 때문이다. 더군다나 도요토미 히데요시가 도쿠가와 이에야스에게 대하는 태도[10][11]를 옆에서 지켜봤음에도 불구하고 이에야스를 지나치게 과소평가 했으며 그 결과 호소카와 가라샤를 납치하는 과정에서 호소카와 가라샤를 죽게 만들어 이 사건이 벌어진 시점에서 도쿠가와 이에야스가 이 죄를 물어 이시다 미츠나리를 할복시켜 없애도 말이 되는 상황이었다. 그럼에도 불구하고 도쿠가와 이에야스는 되려 이시다 미츠나리를 관직에 종사하지 못하는 대신 그를 보호하는 괴이한 행동을 했다. 이는 도쿠가와 이에야스의 고도의 계략인데 도쿠가와 이에야스는 이시다 미츠나리를 하나의 장기말로 이용하여, 나머지 다이묘들의 충성심 검사를 시도했다. 어차피 이시다 미츠나리는 호소카와 가라샤가 죽은 시점에서 이미 처형을 피할 수 없는 상황이었으며, 도쿠가와 이에야스는 고의로 이시다 미츠나리 일당들이 난을 일으키게 만들어 여기에 가담하는 자들을 색출하려고 이시다 미츠나리를 이용했다. 하지만 이시다 미츠나리는 머리가 좋지 않아 이를 눈치채지 못했다. 만약 눈치챘더라면 이에야스에게는 아무리 덤벼도 소용 없다는 결과를 간파해 이에야스를 적대하길 단념하고 산 속에 숨어 평생을 은둔했을 것이다. 이에야스는 임진왜란 이전부터 이미 판을 다 짜 놓았기 때문에 그에게 도전한다는 것은 아무 승산이 없는 짓이었다.[12] 결국 이시다 미츠나리는 정적(政敵)에게 마음껏 이용만 당하다 생을 마감한 한심한 인생을 살아간 사람이다. 인품 문제를 떠나 현실적으로 평가하면 그렇게 된다.

## 요도도노 및 고다이인과의 관계
일반적으로 널리 퍼진 오해 중 하나는 미쓰나리가 옛 오미국 영주 아자이 나가마사(浅井長政)의 딸 요도도노(淀殿)를 숭배했다는 이야기가 있다. 이는 두 사람 모두 오미 출신이란 이유에서 만들어진 억측으로 이시다 가문은 오미의 토호세력이었지만, 오미 북부의 영주 아자이 가문과는 적대관계였다.
또, 도요토미 히데요리는 도요토미 히데요시의 친자식이 아니라 미쓰나리와 요도도노 사이에서 태어난 사생아라는 설이 있다. 하지만, 이 풍문의 상대자는 미쓰나리뿐만 아니라 오노 하루나가도 있고, 기록이 에도 중기이후에 나타나므로, 에도 막부의 어용학자가 날조한 것으로 보고 있다. 히데요리는 1593년 8월 29일 생이며, 미쓰나리는 1592년 6월부터 조선에 있었다. 물론 사람의 임신기간이 보편적으로는 10개월이지만 이보다 약간씩 길고 짧을 수는 있다는 반론을 제기할 수 있지만 히데쓰구가 역모혐의로 죽게 되었을 때 미쓰나리는 이를 방관하지 않고 히데쓰구의 구명운동을 적극적으로 한 점으로 미뤄본다면 미쓰나리가 히데요리의 친부일 가능성은 없다고 볼 수 있다.
기존의 통설로는 “오와리 출신의 무단파와 고다이인(高台院)”과“오미 출신의 이료파와 요도도노”의 대립으로 가토 기요마사, 아사노 요시나가, 후쿠시마 마사노리의 고다이인의 키운 여러 제장과 고다이인이 세키가하라 전투에서 도쿠가와 이에야스의 동군에 속해 마시타 나가모리, 오타니 요시쓰구, 이시다 미쓰나리의 오미 출신이 주축이 된 서군과 싸웠다는 것이 일반적이다. 또, 히데요시 생전 요도도노를 총애해 고다이인이 이를 질투하여 이에야스를 도왔다는 이야기도 있다. 게다가 도쿠가와 이에야스는 고다이인이 세키가하라 전투를 전후하여 사찰 고다이지(高台寺)을 지을 때 이를 지원했다.
한편《미쓰나리와 그 일족》을 쓴 저자 시라카와 교는 미쓰나리가 히데요시의 정부인 고다이인과 친밀해, 오히려 히데요리의 친모 요도도노의 정치개입과 그들 측근을 싫어했다고 한다. 이는 통설과는 전면 배치되는 이야기이다. 이 논거는 미쓰나리의 3녀 다쓰히메가 고다이인의 양녀로 받아들여져 쓰가루 노부히라(津軽信枚)와 결혼했으며, 고다이인의 측근 고조스는 미쓰나리의 인척이며 서군을 위해 오쓰 성의 개성교습을 한 것과 요도도노 주변 인물에는 미쓰나리의 서군에 관련된 자가 없다는 것 등을 거론하고 있다. 또, 음력 7월 18일 히데요시의 기제일에 거행된 미쓰나리의 승전기원행사에 고다이인의 측근인 히가시도노를 대리로 보낸 일이 신류인 본슌(神龍院梵舜)이 쓴〈범순일기〉에 나와있다. 아울러 히가시도노는 오타니 요시쓰구의 모친이다. 단, 고다이인은 이전까지 히데요시의 기제일에는 한번도 그르지 않고, 직접 도요쿠니 신사에 와 참배했었다.

## 가문의 문장

대일대만대길의 문장

이시다 가문의 문장에는 대일대만대길(大一大萬大吉)이라는 말이 적혀 있는데, '한사람이 모두를 위해 모두가 한사람을 위해 노력한다면 천하는 행복해진다'라는 뜻이다. 서양의 '일인은 만인을 위하여, 만인은 일인을 위하여(One For All and All For One)'와 비슷한 말이다. 하지만, 미쓰나리만 이 문장을 사용한 것이 아니라 가마쿠라 시대 무장으로 미나모토노 요시나카 소속의 이시다 다메히사와 빈고의 야마우치스도 가문도 사용했다. 또, 이시다 가문의 문장에는 구요문과 길경문도 있다.

## 가계
- 장남：이시다 시게이에(石田重家)
- 차남：이시다 시게나리(石田重成)

## 관련 작품

### 영화
- 《세키가하라 대전투》 (2017년, 배우: 오카다 준이치)

### 드라마
일본
- 《태합기》 (NHK, 1965년, 배우: 야나기사와 조지 → 이시자카 코지)
- 《봄의 언덕길》 (NHK, 1971년, 배우: 나카무라 아츠오)
- 《황금의 나날》 (NHK, 1978년, 배우: 콘도 마사오미)
- 《여자 태합기》 (NHK, 1981년, 배우: 에모리 토오루)
- 《세키가하라》 (TBS, 1981년, 배우: 사카가미 시노부 → 타쿠마 신)
- 《히데요시》 (NHK, 1996년, 배우: 오구리 슌 → 사나다 히로유키)
- 《아오이 도쿠가와 삼대》 (NHK, 2000년, 배우: 에모리 토오루)
- 《도시이에와 마쓰~가가 백만석 이야기~》 (NHK, 2002년, 배우: 하라다 류지)
- 《공명의 갈림길》 (NHK, 2006년, 배우: 나카무라 하시노스케 (3대))
- 《천지인》 (NHK, 2009년, 배우: 오구리 슌)
- 《고우~공주들의 전국~》 (NHK, 2011년, 배우: 하기와라 마사토)
- 《군사 간베에》 (NHK, 2014년, 배우: 타나카 케이)
- 《사나다마루》 (NHK, 2016년, 배우: 야마모토 코지)

한국
- 《임진왜란》(MBC, 1985년~1986년, 배우: 박광남)
- 《징비록》(KBS, 2015년, 배우: 강신조)
- 《임진왜란 1592》(KBS, 2016년, 배우: 성용원)

## 같이 보기
- 쓰가루 다메노부
- 세키가하라 전투
- 행주대첩

## 참고 문헌
- 이시다 다카유키(石田多加幸) (1992년). 〈충절무비를 따른 고굉의 신하 이시다 미쓰나리(忠節無比に仕えた股肱の臣石田三成)〉. 《역사군상 시리즈 - 호장 히데요시군단(歴史群像シリーズ　豪壮秀吉軍団)》. 학습연구사(学習研究社).
- 나카이 슌이치(中井俊一郎) (2000년). 〈히데쓰구・가모 로닌을 호흡, 미쓰나리 고심의 가신단구성(秀次・蒲生牢人を吸収、三成苦心の家臣団構成)〉. 《역사군상 시리즈 - 【센고쿠】 셀렉션 - 결전 세키가하라(歴史群像シリーズ【戦国】セレクション　決戦 関ヶ原)》. 학습연구사(学習研究社).
- 가사와 가즈히코(笠谷和比古) (고단샤 학습문고(講談社学術文庫) 2008년) [[[고단샤]] 센쇼메치에(講談社選書メチエ) 1994년]. 《세키가하라 전투(関ケ原合戦)》.
- 이마이 린타로(今井林太郞) (요시카와 고분칸(吉川弘文館) 2009년) [[[요시카와고분칸]](吉川弘文館) 1961년]. 《이시다 미쓰나리(石田三光)》.
- 임진전란사간행위원회 (한국자치신문사 1994년) [[[한국자치신문사]] 19734년]. 《임진전란사(任辰戰亂史) 中卷》.